# Oreste Lo Valvo
Oreste Lo Valvo (Palermo, 11 ottobre 1868 – Palermo, 29 novembre 1947) è stato un avvocato, pubblicista e saggista italiano.

## Biografia
Figlio di Giuseppe, sposò Benedetta Basile (9 aprile 1871 - 15 maggio 1944) figlia dell'architetto Giovan Battista Filippo Basile e sorella di Ernesto Basile. Divenne consuocero di Rocco Lentini.
Scrisse sul Giornale di Sicilia e su L'Ora firmando i suoi articoli con lo pseudonimo "O e L" e sui settimanali satirici Piff Paff e Il babbà.
Con gli pseudonimi Oleandro o Ebeonylo firmò alcuni suoi saggi. Una sua opera in dialetto U discursu d'a guerra intu curtigghiu venne recitata da Angelo Musco.
Socio della Società Siciliana per la Storia Patria, vi tenne conferenze sulla storia, la vita e i costumi della Sicilia fra cui Alba di vita nuova (9 aprile 1917), La mobilitazione delle anime in difesa della patria e della civiltà (9 dicembre 1917) e La Guerra e I nuovi destini della donna (14 aprile 1918).

## Riconoscimenti
- Premio dall'Accademia d'Italia per il libro L'ultimo ottocento palermitano.
- Giacomo Puccini gli dedica una sua fotografia[1] per il contributo dato al successo della prima rappresentazione della Bohème al teatro Bellini di Palermo l'8 aprile 1896;[6] in occasione della successiva rappresentazione della Bohème durante la stagione inaugurale del Teatro Massimo (1897) gli rinnova la sua gratitudine e stima.[1]
- Il comune di Palermo gli ha intitolato una via nel quartiere Cardillo.

## Opere
- Inaugurazione del Teatro Massimo, supplemento al n.10 della rivista Psiche, Palermo, Casa Ed. S. Biondo, 1897.[1]
- Oleandro, La vita in Palermo trenta e più anni fa in confronto a quella attuale: studio sociale sulla disperazione, ristampa anastatica dell'edizione del 1907, Palermo, B. Leopardi, 199?.
- Commentario popolare della guerra 1915: (dialoghi siciliani), Palermo, Officine Anonima Affissioni, 1915.
- Oleandro, Il libro della vita, Milano, G. Morreale, 1926.
- Discorsi e scritti per vincere la guerra e salvare la vittoria (rievocati in confronto agli avvenimenti posteriori): 1915-1920, Palermo, 1935.
- L'ultimo ottocento palermitano: storia e ricordi di vita vissuta, ristampa anastatica dell'edizione del 1937, Palermo, Edizioni ristampe siciliane, 1986.
- Il vespro siciliano: guerra di redenzione contro l'aborrita dominazione francese, narrata al popolo italiano, Palermo, Industrie Riunite Editoriali Siciliane, 1939.